# Voo Air India Express 1344
Em 7 de agosto de 2020 por volta das 19h10 IST (13h40 UTC), o Boeing 737 operando o voo Air India Express 1344, entre Dubai (Emirados Árabes Unidos) e Calecute (Índia), sofreu um acidente ao pousar no Aeroporto Internacional de Calecute, onde derrapou no pista de pouso e se partiu em dois.
O balanço mostra pelo menos 18 mortos e dezenas de feridos — 156 com ferimentos graves — entre os 190 passageiros e tripulantes.

## Acidente
O avião chegou ao aeroporto no horário. A aproximação foi para a pista 28, mas dois pousos foram abortados devido a um vento de cauda e a aeronave circulou, aguardando liberação, antes de pousar na pista 10. Devido a monções e inundações em Querala em andamento, más condições climáticas reduziram a visibilidade no pouso para 2 000 m. A pista 28 estava em uso e na primeira tentativa de pouso, o piloto não conseguiu ver a pista e solicitou a pista 10. Na segunda tentativa na pista 10 a 2 860 m (9 380 ft), a aeronave pousou bem longe e tocou com suas rodas na pista perto da pista de taxiamento “C”, que fica aproximadamente 1 000 m além do limite da pista.
O avião não parou até o final da pista e mergulhou em um desfiladeiro de 9 a 10,5 m de profundidade, fazendo com que a fuselagem se rompesse em duas partes no impacto. A direção do vento, resíduos de pneus de borracha e desempenho de frenagem de aeronaves em pista molhada foram provavelmente afetados e causaram o acidente. Este incidente é semelhante à saída de pista do voo Air India Express 812 que ocorreu em 22 de maio de 2010 no Aeroporto Internacional de Mangalore, matando 158 pessoas a bordo.